# San Francisco de Novillo
San Francisco de Novillo, oder kurz: Novillo, ist eine Ortschaft und eine Parroquia rural („ländliches Kirchspiel“) im Norden des Kantons Flavio Alfaro der ecuadorianischen Provinz Manabí. Die Parroquia besitzt eine Fläche von 260,87 km². Die Einwohnerzahl lag im Jahr 2010 bei 2779. Die Parroquia wurde am 7. August 1992 gegründet. In der Parroquia gibt es 21 Comunidades sowie 24 Recintos.

## Lage
Der etwa 200 m hoch gelegene Hauptort San Francisco de Novillo befindet sich 22 km nordnordöstlich des Kantonshauptortes Flavio Alfaro. Die Parroquia liegt in der Cordillera Costanera. Der Río Mongoya fließt entlang der nördlichen Verwaltungsgrenze nach Osten. Das Areal wird nach Osten über den Río Quinindé entwässert. Nördlich und südlich des Verwaltungsgebietes verlaufen die Fernstraßen E382 (Pedernales–El Carmen) und E38 (El Carmen–Flavio Alfaro). 
Die Parroquia San Francisco de Novillo grenzt im Osten, im Süden und im Südwesten an die Parroquia Flavio Alfaro sowie im Westen und im Norden an die Parroquias Convento und im Norden an die Parroquia Chibunga (beide im Kanton Chone).

## Wirtschaft
In dem ländlichen Gebiet wird Viehzucht, Landwirtschaft und Geflügel- und Schweinezucht betrieben.